# Irish Literary Theatre
Irish Literary Theatre var et irsk teater, der regnes for at være forløberen for Irlands nationalteater, Abbey Theatre. Det blev grundlagt i 1899 af William Butler Yeats, Lady Gregory, George Moore og Edward Martyn og præsenterede en række stykker, skrevet af dets grundlæggere og andre forfattere som Padraic Colum.
| Kunst og kultur | Spire Denne artikel om scenekunst og teater er en spire som bør udbygges. Du er velkommen til at hjælpe Wikipedia ved at udvide den. |